# Monty Alexander
Monty Alexander (Kingston, 1944. június 6. –) amerikai dzsesszzongorista.
Zenéjében a vájt fülűek számára a karibi ritmusok, Art Tatum, Oscar Peterson, Wynton Kelly, Ahmad Jamal hatása is felismerhető.

## Pályakép
A D-napon (1944. június 6.) született. A jamaicai Kingstonban nevelkedett. Zongorázni hat éves korában kezdett. A játék csinja-binját félig-meddig önállóan sajátította el. Tinédzserként Louis Armstrong és Nat King Cole koncertjei nyűgözték le, akiknek fellépéseivel a kingstoni Carib Színházban találkotott. Ezeknek a művészeknek a hatása döntővé vált rá.
Továbbá a jamaikai zene, a The Skatalites (Bob Marley első háttér-együttese) is szerepet játszott nemzetközi érvényesülésében.

## Lemezek
→ Discography

## Díjak
- 2000: Musgrave Medal, Institute of Jamaica
- 2012: Best Live Performance Album, Independent Music Awards, Harlem Kingston Express Live!
- 2011: Grammy-díj jelölés: Harlem-Kingston Express: Live
- 2014: Soul Train Award, jelölés: Harlem Kingston Express 2: The River Rolls On